# Mario Garriba
Mario Garriba (Soave, 13 novembre 1944 – Firenze, 31 dicembre 2013) è stato un regista e attore italiano.

## Biografia
Gemello di Fabio Garriba, si laurea ad Urbino nel 1971 con una tesi sulla Storia del cinema.

## Filmografia

### Regista
- Voce del verbo morire (1970)
- In punto di morte (1971)
- Corse a perdicuore (1980)
- 21 Marzo 1982 (1982)
- Girando attorno ad un Pardo d'oro (1987)

### Aiuto regista
- Amarcord, regia di Federico Fellini (1973)
- Il viaggio, regia di Vittorio De Sica (1974)
- The World Population, regia di Roberto Rossellini (1974)
- Il portiere di notte, regia di Liliana Cavani (1974)
- Amici miei, regia di Mario Monicelli (1975)

### Attore
- Non ho tempo, regia di Ansano Giannarelli (1973)
- Sogni d'oro, regia di Nanni Moretti (1981)
- 21 Marzo 1982, regia di Mario Garriba (1982)
- Bianca, regia di Nanni Moretti (1984)
- Piccoli fuochi, regia di Peter Del Monte (1985)
- Remake, regia di Ansano Giannarelli (1987)
- Girando attorno ad un Pardo d'oro, regia di Mario Garriba (1987)

### Sceneggiatore
- Passi furtivi in una notte boia, regia di Vincenzo Rigo (1976)
- Grazie tante arrivederci, regia di Mauro Ivaldi (1977)
- Der feuernerg (La montagna di fuoco), regia di Herbert Broedl (1985)
- Ti ho incontrata domani, regia di Pio Bordoni (1989)
- Desencuentros, regia di Leandro Manfrini (1992)